# 日向軌道
日向軌道（ひゅうがきどう）は、かつて宮崎県に存在した貨物専業の馬車鉄道、人車軌道路線、およびその軌道経営者。
宮崎軽便鉄道（後の国鉄妻線）の杉安駅を起点として二軒橋までを結んでおり、そこから先は更に銀鏡軌道（しろみきどう）と接続していた。主な目的は木材輸送である。
沿線には鉄橋遺構も残されているが、終点である二軒橋は廃止後から数年、一ツ瀬ダムの完成によって水没している。

## 会社概要
1928年（昭和3年）頃
- 本社：宮崎県児湯郡上穂北村
- 資本金：250000円

## 路線データ
- 路線距離：杉安 - 二軒橋間23.1km
- 軌間：762mm

## 沿革
- 1925年（大正14年）7月18日 特許[2][3][4]
- 1925年（大正14年）8月29日 会社設立[2][5]
- 1927年（昭和2年）7月8日[1][3]または7月9日[2] 開業
- 1929年（昭和4年）4月18日 軌道特許状下付（児湯郡三納村-同郡西米良村間）[6]
- 1930年（昭和5年）1月1日 乗合自動車路線（児湯郡上穂北村-穂北-同郡妻町間 7キロ）開通[7]
- 1931年（昭和6年）6月9日 工事施工認可申請期限延期許可（期限1931年10月17日）[8]
- 1932年（昭和7年）5月7日 工事施工認可申請期限延期許可（期限1932年10月17日）[9]
- 1933年（昭和8年）2月23日 工事施工認可申請期限延期許可（期限1933年10月17日）[10]
- 1934年（昭和9年）2月1日 工事施工認可申請期限延期許可（期限1934年10月17日）[11]
- 1935年（昭和10年）8月28日 軌道特許失効（児湯郡西米良村大字越野尾-同村大字村所間 指定ノ期限マデニ工事施工ノ認可申請ヲ為ササルタメ）[12]
- 1945年（昭和20年）3月10日 廃止許可[1]
- 1949年（昭和24年） 西都営林署が片内駅より二軒橋手前の軌道を買収し片内林道（2級2,440m）として1952年まで使用した[13]

## 輸送・収支実績・車両数
| 年度 | 貨物量（トン） | 営業収入（円） | 営業費（円） | 益金（円） | その他益金（円） | その他損金（円） | 支払利子（円） | 無蓋貨車   |
| ---- | -------------- | -------------- | ------------ | ---------- | ---------------- | ---------------- | -------------- | ---------- |
| 1927 | 報告書未着     | 17,176         | 16,254       | 922        |                  | 償却金922        |                | 報告書未着 |
| 1928 | 9,955          | 54,018         | 47,257       | 6,761      | 自動車3,948      | 償却金5,609      | 8,904          | 25         |
| 1929 | 10,323         | 50,813         | 44,448       | 6,365      | 自動車1,269      | 雑損償却金3,215  | 1,112          | 16         |
| 1930 | 9,152          | 36,151         | 30,580       | 5,571      | 自動車2,398      | 雑損償却金5,737  | 245            | 16         |
| 1931 | 5,106          | 20,239         | 16,648       | 3,591      | 自動車1,541      | 償却金5,486      | 127            | 10         |
| 1932 | 4,734          | 12,670         | 14,287       | ▲ 1,617    |                  | 自動車924        | 64             | 10         |
| 1933 | 6,376          | 12,008         | 17,328       | ▲ 5,320    | 自動車639        | 雑損償却金1,814  | 304            | 13         |
| 1934 | 8,037          | 16,211         | 18,956       | ▲ 2,745    |                  | 雑損償却金717    | 4              | 13         |
| 1935 | 8,242          | 17,454         | 21,881       | ▲ 4,427    |                  | 雑損償却金2,035  |                | 15         |
| 1936 | 6,670          | 15,022         | 15,730       | ▲ 708      | 自動車1,729      |                  |                | 11         |
| 1937 | 報告書未着     |                |              |            |                  |                  |                |            |
| 1939 | 8,311          | 22,153         | 29,751       | ▲ 7,598    | 自動車5,934      | 雑損2,426        |                |            |
| 1941 | 1,390          | 4,196          | 5,645        | ▲1,449     | 自動車227        |                  |                |            |

- 鉄道統計資料、鉄道統計各年度版